# Milchbrunnen (Bad Soden)

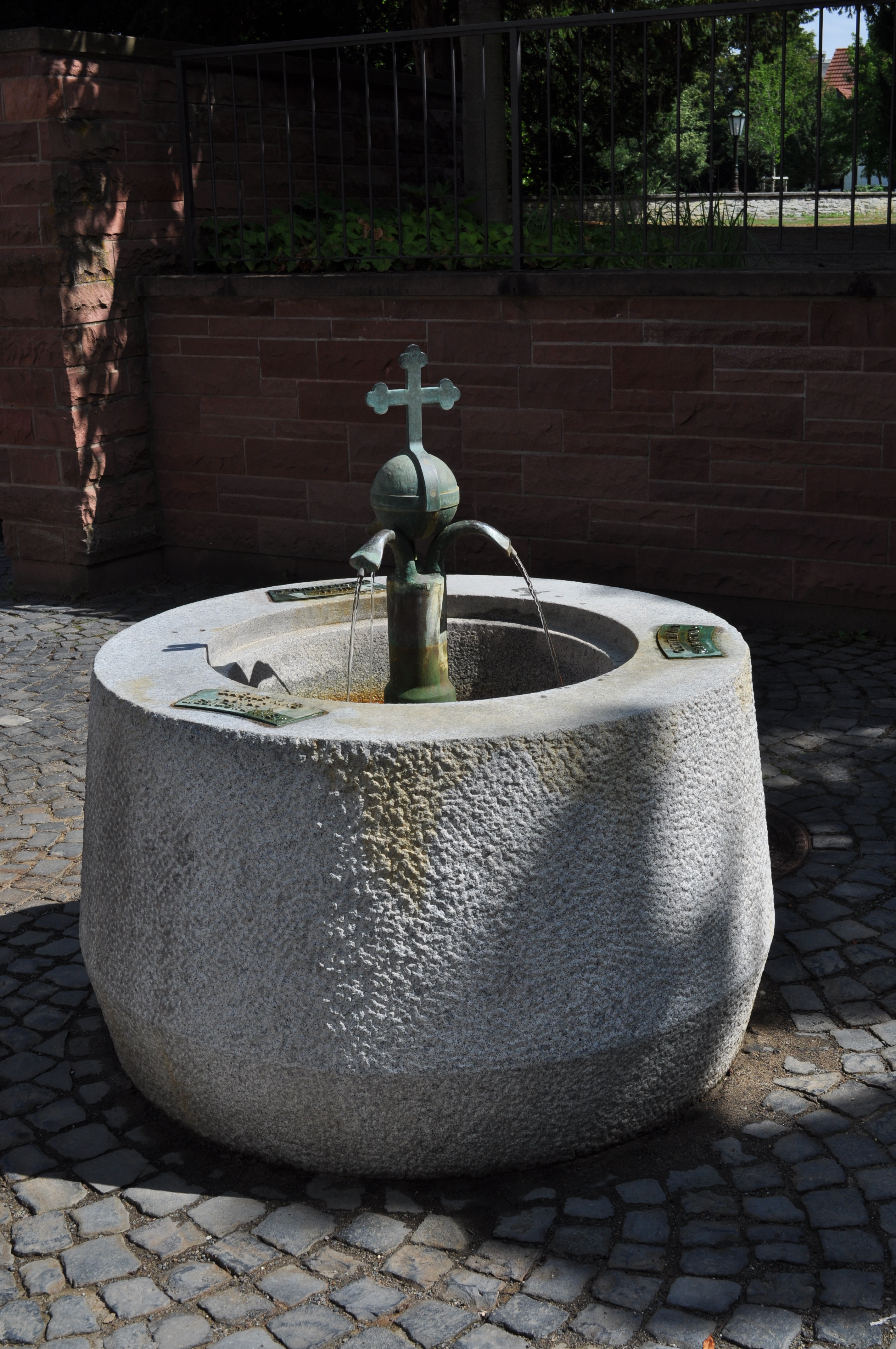
Milch-, Warm- und Justus-von-Liebig-Brunnen

Der Milchbrunnen (Quelle I) ist eine staatlich anerkannte Heilquelle in der Stadt Bad Soden am Taunus. Sein Wasser fließt, wie das des Justus-von-Liebig-Brunnens und des Warmbrunnens, in einen Brunnen auf dem Franzensbader Platz.

## Geschichte
Die Quelle des Milchbrunnens war bereits im Mittelalter bekannt. Sie geriet jedoch durch den Dreißigjährigen Krieg in Vergessenheit, bis sie 1700  wiederentdeckt wurde. Im 19. Jahrhundert wurde das Wasser in den Nassauischen Hof geleitet und zu Kurzwecken genutzt. Ab 1887 floss dieses wie das des Warmbrunnens in der neu erbauten Trinkhalle. 1902 wurde die Quelle neu gefasst. Seit 1955 fließt diese auch auf dem heutigen Franzensbader Platz.

## Anwendung
Das Wasser der Quelle wird für Trinkkuren und Inhalationen verwendet. Es handelt sich hierbei um einen thermalen Natrium-Calcium-Chlorid-Hydrogencarbonat-Säuerling. Ein Liter der Quelle deckt 20 % des Magnesium-, 20 % des Calcium-, 20 % des Jod- sowie 40 % des Eisenbedarfs eines Menschen.

### Anwendungsgebiete
- Erkrankungen des Magens und des Dünndarms
- Harnwegsinfekte
- Anregung des Verdauungstraktes